# Sebastià Gili i Vives
Sebastià Gili i Vives (Artà, Mallorca, 16 de gener de 1811 — Palma, 11 de setembre de 1894) fou un sacerdot, terciari agustí i fundador de les Germanes Agustines de l'Empar. Ha estat proclamat servent de Déu per l'Església catòlica.

## Biografia
Sebastià nasqué el 1811 a Sa Carbona (Artà), tercer fill dels pagesos Miquel Gili i Literas i d'Antònia Vives i Artigues. Educat cristianament, en 1826 comença a estudiar a la Universitat Lul·liana de Mallorca, on fa amistat amb el futur bisbe Mateu Jaume i Garau. Obté beca per estudiar al seminari i hi comença en 1830, any que mor el seu pare. El 4 d'abril de 1835 fou ordenat prevere pel bisbe Basilio Antonio Carrasco a la capella del Palau Episcopal d'Eivissa; fou enviat a la parròquia de Sant Jaume de Palma, on arriba el 2 de juliol de 1835.
Des de 1844 fins a 1866 fou administrador, prior i director de l'Hospici i Inclusa de Palma, on hi havia 250 expòsits; també dirigí l'Hospital General i la Casa de Misericòrdia. En 1858 es fa terciari agustí i treballa per a fundar una congregació religiosa: el 4 de desembre edita els estatuts de les Germanes de l'Empar Terciàries de Sant Agustí, que es dedicarien a la caritat i l'atenció a malalts i necessitats, en hospicis i incluses. El 6 de febrer de 1859, quatre germanes comencen la vida de la comunitat.
La congregació rep en 1860 l'antic convent de Ses Mongetes, monges agustines, de l'actual plaça de Josep María Cuadrado), i s'encarreguen de l'atenció a l'hospital de Palma, a més d'atendre malalts a domicili. En 1863 s'encarregaran també de la Casa de la Misericòrida. El 8 d'abril de 1864, el bisbe de Mallorca nomena Gili superior de la congregació, que va creixent. En 1865 comencen a dirigir un col·legi, entrant també en el camp educatiu.
El Vicari Capitular i la Junta Municipal de Beneficència d'Eivissa sol·licitaren, el 1867, els serveis de les germanes agustines a l'hospital d'Eivissa. Concedit el permís, Sebastià Gili s'hi traslladà amb quatre germanes i constituí una comunitat a Eivissa, el 2 de setembre de 1868. Les enveges, però, fan que Gili sigui destituït del seu càrrec de director de l'hospici mallorquí i es dedica plenament a la congregació.
En 1875 inaugura el Col·legi de la Mare de Déu de la Consolació, que serà la casa mare de l'institut. Els corrents anticlericals fan que en 1878 les germanes siguin expulsades de l'hospital, la inclusa i la Casa de Misericòrdia, passant a dedicar-se al treball en centres propis, només.
El 30 de juliol de 1883, Gili fou nomenat canonge de la Catedral de Palma, càrrec que compagina amb el de superior de la congregació fins que en 1893, per la seva edat, presenta la renúncia com a superior, essent succeït pel sacerdot Francesc Arrom. Retirat a Artà, feu testament el juny de 1894 i, en una estada a la casa mare de la congregació a Palma, morí l'11 de setembre de 1894.

## Veneració
Sebollit al cementiri de Palma, les seves restes són portades el 1949 a la capella de la casa mare. El 22 de novembre de 1993, el bisbe de Mallorca, Teodor Úbeda Gramage tanca el procés diocesà de beatificació, que passa a Roma. S'havia iniciat el juny de 1991, i fou validat el 20 d'abril de 1994. El 24 de gener del 2024, el papa Francesc va aprovar el decret de les seves virtuts heroiques. Gili és des de llavors venerable servent de Déu.
En 1997, se li dedicà un carrer a la Vileta de Palma: el Carrer del Canonge Sebastià Gili, i fou declarat Fill Adoptiu de la ciutat de Palma l'últim dia d'aquest any.